# 臺北市立大學
臺北市立大學（英語：University of Taipei），簡稱臺北市大、北市大、UTaipei，是一所位於臺灣臺北市的公立綜合大學，由臺北市立教育大學及臺北市立體育學院於2013年合併成立。博愛校區設於臺北市中正區、天母校區設於士林區，目前設有5個學院及1所附設小學。

## 校史沿革
臺北市立大學由臺北市立教育大學及臺北市立體育學院合併成立，臺北市立教育大學可追朔回台灣日本時期，由臺灣總督府創立的國語學校，因此被稱之為「臺灣高等教育第一校」。臺北市立體育學院前身為臺北市立體育專科學校。

### 前身

#### 臺北市立教育大學

##### 台灣日本時期

###### 臺灣總督府國語學校
1896年4月1日，日本人在臺北城南門創立臺灣總督府國語學校，為臺灣第一所現代體制的學校。當時為日治時代，因此這裡指的國語是日本語。同年5月設置第一（士林國小前身）、第二（老松國小前身）、第三（位在大龍峒保安宮）附屬學校，以供台灣人學童就讀。1897年4月25日，第一附屬學校設置女子分教場；同年6月25日，設置第四附屬學校，以供日本人學童就讀。1898年4月1日，第四附屬學校設置中學科；同年8月16日，第一附屬獨立為「芝蘭公學校」，裁撤第三附屬學校，原第二附屬改為第一附屬學校，原第四附屬改為第二附屬學校，原第一附屬女子分教場改為第三附屬學校。

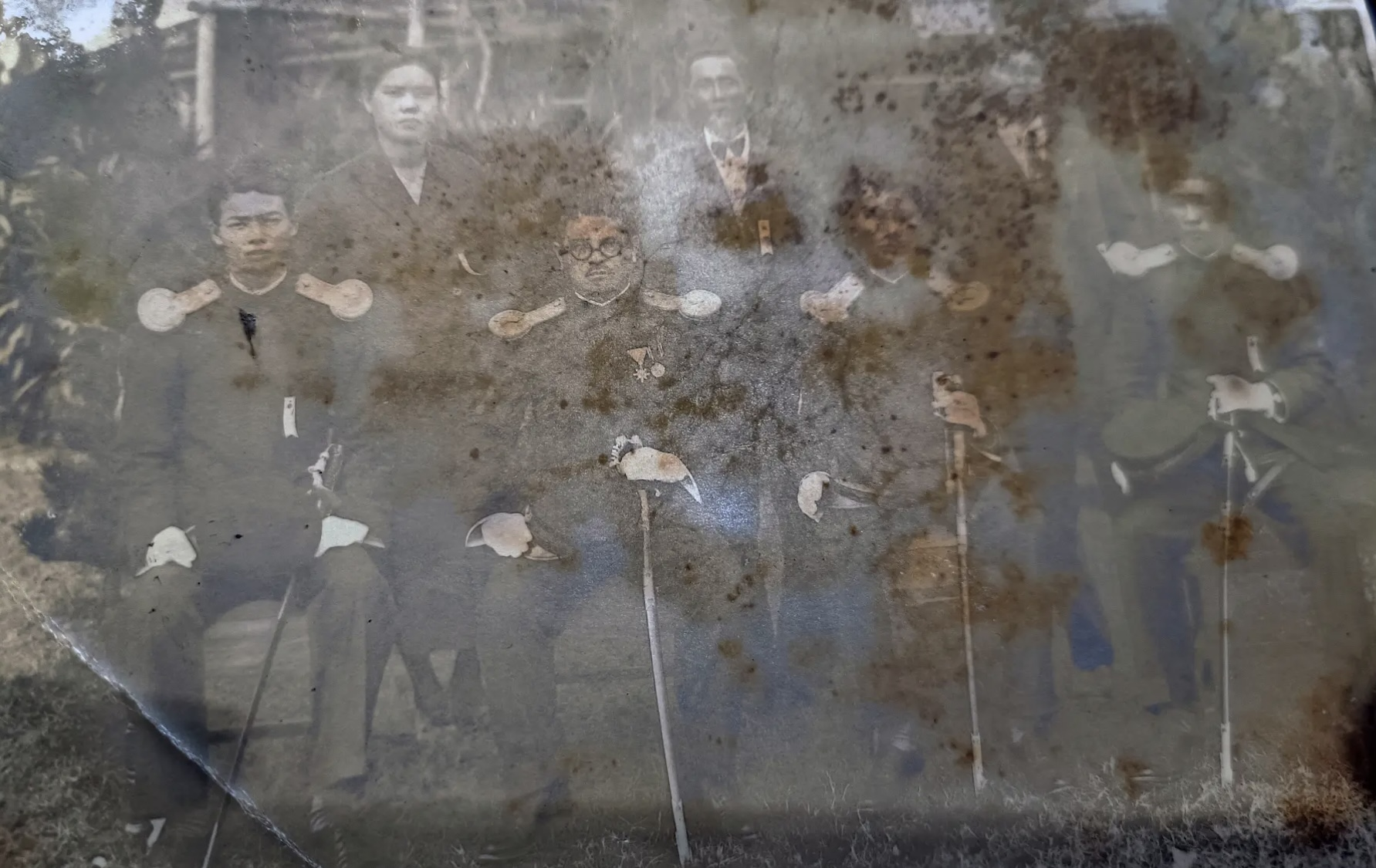
1914年（大正3年），臺灣總督府國語學校師範部，畢業生（後排）與教職員合照

1902年3月30日，第二附屬學校獨立為台北市第二尋常小學校，原第三附屬改為第二附屬學校。1904年10月3日，設立第三附屬學校為日本人的女子高等教育學校。1907年5月4日，第一附屬學校改為國語學校附屬代用艋舺公學校；同年，附屬中學校獨立為臺灣總督府中學校，附屬第三學校改為中學校附設。1910年4月1日，代用學校改為附屬公學校，附屬第二學校改為附屬女學校；同年9月8日，臺北第三尋常高等小學校（今南門國小）改為臺北師範代用附屬小學校。1913年3月31日，取消代用附屬小學校，隔日新設附屬小學校（今北市大附小）；同年7月11日，設立本島人農業教員臨時講習科。1915年7月8日，設立本島人女教員臨時講習科。1918年7月1日，新店尋常小學校改為臺北師範附屬小學校分教場；同年7月19日，設置臺北師範學校臺南分校（今臺南大學）。

###### 臺灣總督府臺北師範學校

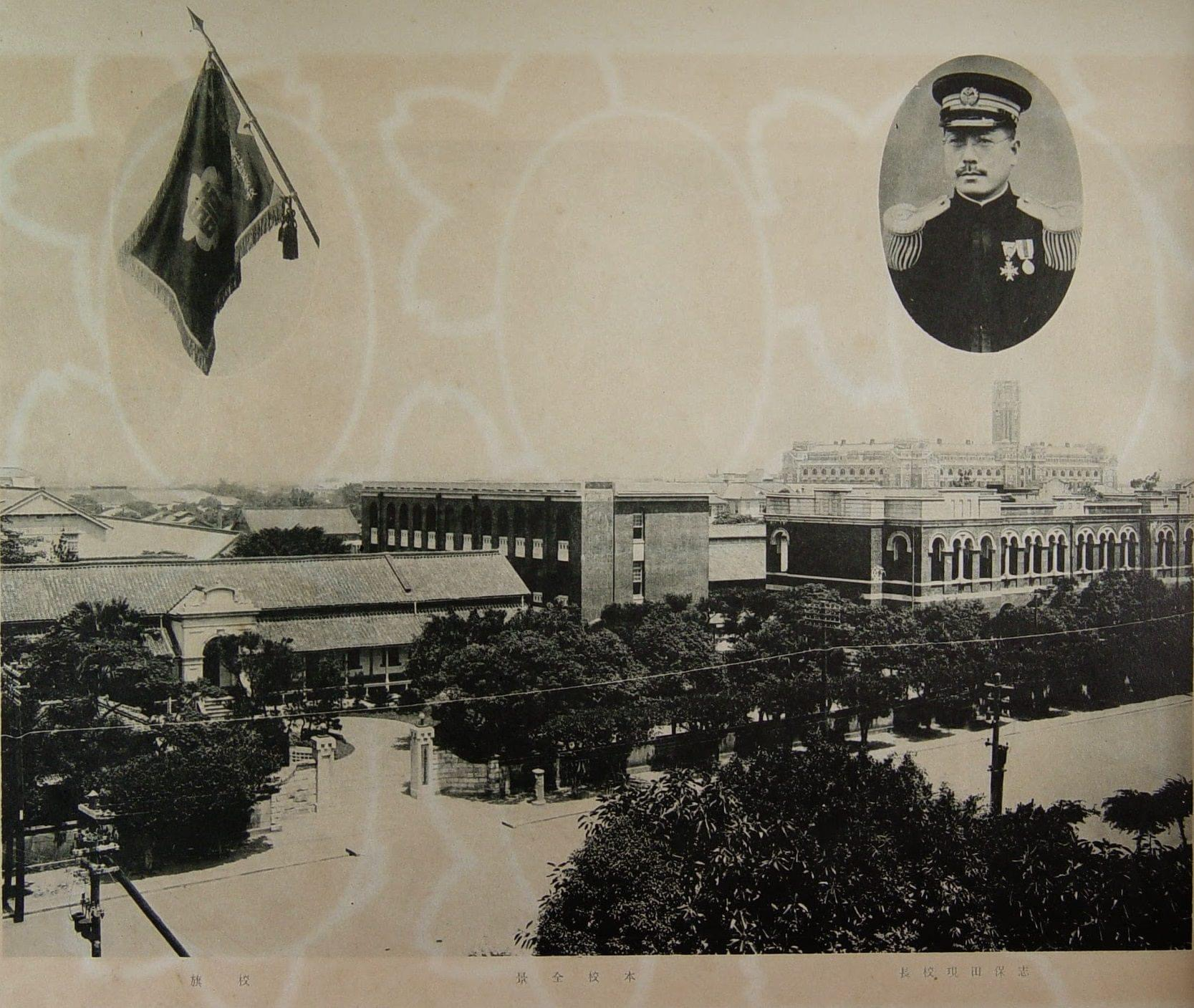
1926年（大正15年）臺灣總督府臺北師範學校校景、校旗、及校長志保田鉎吉。右側遠方為總督府

1919年4月1日，改制為「臺灣總督府臺北師範學校」，附屬女學校改為「台灣公立女子高等普通學校」（今中山女高前身），附屬公學校改為「代用艋舺第一公學校」，而台南分校分離教室改為「臺南師範學校」。1922年5月14日，代用艋舺第一公學改為台北市立「老松公學校」。1924年9月1日，老松公學校改為臺北師範「附屬公學校」。

###### 臺灣總督府臺北第一師範學校
1927年5月13日，易名為「臺灣總督府臺北第一師範學校」（日籍學生就讀），下設附屬小學校（今北市大附小）、新店分教場，原北師附屬公學校獨立為「老松公學校」，並另於六張犁設置「臺灣總督府臺北第二師範學校」（臺籍學生就讀，今國立臺北教育大學），下設附屬公學校（原大安公學校，今國北教附小）。1928年4月21日，台北第一師範在校內設置附屬公學校。1932年3月31日，附屬小學校分教場改為由台北州管轄的「新店尋常高等小學校」。

###### 臺灣總督府臺北師範學校南門校區
1943年4月1日，臺北第一、第二師範學校再度合併為「臺灣總督府臺北師範學校」，下設附屬第一（今北市大附小）、第二（大安）、第三（師範校內）國民學校，原第一師範為「南門校區」，收預科及女子部，原第二師範圍芳蘭校區，收本科生。1945年5月，學校在臺北大空襲遭美軍轟炸，校舍幾乎全毀。另外，在二戰前的地址為台北市文武町五丁目4番地。

##### 臺灣戰後時期

###### 臺灣省立臺北女子師範學校
二戰後，同年國民政府光復台灣。1945年12月25日再度分拆兩校區，南門校區改名「臺灣省立臺北女子師範學校」，芳蘭校區改名為「臺灣省立臺北師範學校」，並設立普通師範科，確立了往後34年只招收女學生的傳統及『女師』之名的誕生。招收初中畢業生，修業三年。附設小學成立。臺灣省行政長官公署遴選任培道女士擔任戰後時期首任校長。
1946年，增設簡易師範科，招收小學畢業者，修業三年；增設師資訓練班，招收初中畢業生，修業一年。1947年，增設幼稚教育師範科，招收初中畢業生，修業三年。1953年，增設特別師範科，招收初中畢業生，修業一年。任培道校長退休，臺灣省政府遴選秦則賢女士接任校長。1955年，秦則賢校長離職，臺灣省政府遴選鄭昭懿女士接任校長。

###### 臺灣省立臺北女子師範專科學校
1964年，臺灣省立臺北女子師範學校升格為「臺灣省立臺北女子師範專科學校」，即極富盛名的『女師專』。增設五年制國校師資科。因應教師人數不足，增設三年制國校師資科，招收高中畢業生；增設夜間部二年制國校師資科，提供師範學校畢業者進修的管道。同年，鄭昭懿校長因家庭問題在任內自殺身亡，省政府遴派熊芷女士接任校長。

###### 臺北市立女子師範專科學校
- 1967年：臺北市升格為直轄市，女師專改隸臺北市，改名為「臺北市立女子師範專科學校」。
- 1969年：增設音樂師資教育科。熊芷校長退休，省政府遴派孫沛德女士接任校長，於孫沛德校長任內開始計畫並實施校舍全面更新工程。
- 1971年：增設暑期普通師範科、暑期幼稚教育師範科，提供未受正式師範教育之教師進修。同年，行政教學大樓、圖書館、科學館、湖口街教職員宿舍陸續破土興建。
- 1972年：2月份開始，圖書館、科學館、行政教學大樓、湖口街教職員宿舍陸續完工落成。重慶南路教職員宿舍破土興建。
- 1973年：重慶南路教職員宿舍落成。增設暑期二年制國校師資科，利用廣播電視實施空中教學。
- 1975年：暑期部增設二年制幼稚教育師資科。
- 1977年：學生宿舍落成啟用。
- 1978年：藝術館落成啟用。

###### 臺北市立師範專科學校
- 1979年：因臺北市各國小師資男女比例過於懸殊，為平衡男女教師比例而奉令開始招收男生，易名為「臺北市立師範專科學校」，簡稱「北師專」。同年12月25日，綜合教學大樓（中正堂）落成啟用。
- 1980年：游泳池落成啟用。
- 1983年：日間部增設二年制幼稚教育師資科。
- 1984年：孫沛德校長任期屆滿，轉任國立臺灣師範大學；陳榮華先生接任校長。
- 1986年：陳榮華校長離職；毛連塭先生接任校長。

###### 臺北市立師範學院
- 1987年：升格為「臺北市立師範學院」，簡稱「北師院」、「市北師」。（相較於台灣省立臺北師範學院的「省北師」），設置初等教育學系、語文教育學系、社會教育學系、數理教育學系、特殊教育學系、幼稚教育學系[4]、音樂教育學系。
- 1989年：增設美勞教育學系。
- 1990年12月25日：勤樸樓落成啟用。
- 1992年：增設初等教育研究所，為創校以來第一個研究所，招收13名新生。
- 1997年：增設視覺藝術研究所。數理教育學系分設數理A組（數學資訊）、數理B組（自然科學）
- 1998年：增設科學教育研究所、應用語言文學研究所。
- 2000年：增設身心障礙教育研究所、課程與教學研究所、音樂藝術研究所、英語教學系。
- 2001年：數理教育學系分拆為自然科學教育學系、數學資訊教育學系。增設環境教育研究所。
- 2002年：增設兒童發展研究所。
- 2003年：增設創造思考暨資賦優異教育研究所、數學資訊教育研究所、體育研究所。
- 2004年：數學教育學系改名數學資訊教育學系。增設應用語言文學研究所博士班、溝通障礙教育研究所、體育學系、英語教學系碩士班、幼兒教育學系碩士班

###### 臺北市立教育大學
- 2005年8月：改制為「臺北市立教育大學」，簡稱「北教大」、「北市教」、「市北教」，設置教育學院、人文藝術學院、理學院。增設體育學系、資訊科學系。增設藝術治療研究所，為國內第一也是唯一一個藝術治療教學單位。
- 2006年：增設社會暨公共事務學系。自然科學教育學系改名自然科學系，並分設地球環境暨生物資源組、應用物理暨材料化學組。增設自然科學系碩士班，並與科學教育研究所合併為自然科學系碩士班科學教育組、自然科學系碩士班科學組。環境教育研究所改名環境教育與資源研究所，並分設環境教育組、環境資源組。語文教育學系改名中國語文學系。應用語言文學研究所併入語文教育學系、視覺藝術研究所併入美勞教育學系；音樂藝術研究所併入音樂教育學系；兒童發展研究所併入幼兒教育學系，幼兒教育學系碩士班分設幼兒教育組、兒童發展組；體育研究所併入體育學系；身心障礙教育研究所、溝通障礙教育研究所、創造思考暨資賦優異教育研究所皆併入特殊教育學系，特殊教育學系碩士班分設身心障礙組、溝通障礙組、創造思考暨資賦優異組；國民教育研究所併入教育學系；社會科教育研究所併入社會科教育學系；數學資訊教育研究所併入數學資訊教育學系。停招藝術治療研究所。
- 2007年8月：藝術治療研究所改名藝術治療碩士學位學程。數學資訊教育學系（含碩士班）分設資訊科學系（含碩士班）。音樂教育學系改名音樂學系。幼兒教育學系碩士班兒童發展組獨立為兒童發展碩士學位學程。特殊教育學系碩士班溝通障礙組獨立為溝通障礙碩士學位學程。
- 2008年：特殊教育學系碩士班創造思考暨資賦優異組改名資賦優異組。
- 2009年：自然科學系應用物理暨材料化學組改名為應用物理暨化學組。社會科教育學系改名歷史與地理學系。溝通障礙碩士學位學程改名語言障礙碩士學位學程。
- 2011年：自然科學系應用物理暨化學組獨立為應用物理暨化學系。自然科學系地球環境暨生物資源組、環境教育與資源研究所整併為地球環境暨生物資源學系含環境教育與資源碩士班。數學資訊教育學系改名數學系（含數學教育碩士班）。增設學習與媒材設計學系，原課程與教學研究所併入，改名為學習與媒材設計學系暨課程與教學碩士班。兒童發展碩士學位學程併入幼兒教育學系。

#### 臺北市立體育學院

##### 臺北市立體育專科學校
- 1968年，臺北市立體育專科學校創校，學校位於臺北市松山區敦化北路，設有二專部以及五專部，辦學宗旨為培育中小學體育師資。
- 1987年，調整學校發展方向，從培育師資改為育成體育選手，並陸續成立18項專修組別。

##### 臺北市立體育學院
- 1996年，改制為臺北市立體育學院，設立運動管理學系、運動技術學系、休閒運動學系、體育學系。
- 2006年，學校搬遷至天母。

### 臺北市立大學
- 2013年8月1日，臺北市立教育大學與臺北市立體育學院，共同整併為「臺北市立大學」，簡稱「北市大」、「台北市大」、「北市大學」，成為唯一由臺北市政府管轄的公立大學。
- 2014年：語言治療碩士學位學程併入特殊教育學系碩士班為語言治療組；數位學習碩士學位學程併入資訊科學系碩士班為數位學習組。藝術治療碩士學位學程停招。視覺藝術學系碩士班分設視覺藝術組、藝術治療組之分組。增設市政管理學院，下轄城市發展學系、都會產業經營與行銷學系以及衛生福利學系，成為臺北市立大學合併後第一個設立、全國首創以市政管理所設立的學院。
- 2019年7月30日，與五常國中合作，將其閒置空間轉型為國際學人會館，是臺北市首度跨校資源整合的案例，亦提供105個床位，以降低兩校區宿舍床位不足的壓力。
- 2020年，城市發展學系、都會產業經營與行銷學系、衛生福利學系等三系，增設碩士班。

## 歷任校長
| 兩校時期         | 兩校時期         | 兩校時期             | 兩校時期                                                                         | 兩校時期            | 兩校時期            | 兩校時期               | 兩校時期                               |
| 臺北市立教育大學 | 臺北市立教育大學 | 臺北市立教育大學     | 臺北市立教育大學                                                                 | 臺北市立體育學院    | 臺北市立體育學院    | 臺北市立體育學院       | 臺北市立體育學院                       |
| 任次             | 姓名             | 任職時間             | 備註                                                                             | 任次                | 姓名                | 任職時間               | 備註                                   |
| ---------------- | ---------------- | -------------------- | -------------------------------------------------------------------------------- | ------------------- | ------------------- | ---------------------- | -------------------------------------- |
| 日治時期         | 日治時期         | 日治時期             | 日治時期                                                                         | 尚未成立            | 尚未成立            | 尚未成立               | 尚未成立                               |
| 1                | 町田則文         | 1896年9月—1900年4月  | 臺灣總督府國語學校                                                               | 尚未成立            | 尚未成立            | 尚未成立               | 尚未成立                               |
| 2                | 本田嘉種         | 1900年4月—1900年8月  |                                                                                  | 尚未成立            | 尚未成立            | 尚未成立               | 尚未成立                               |
| 3                | 田中敬一         | 1900年8月—1906年9月  |                                                                                  | 尚未成立            | 尚未成立            | 尚未成立               | 尚未成立                               |
| 4                | 持地六三郎       | 1906年9月—1907年5月  |                                                                                  | 尚未成立            | 尚未成立            | 尚未成立               | 尚未成立                               |
| 5                | 本莊太一郎       | 1907年5月—1911年2月  |                                                                                  | 尚未成立            | 尚未成立            | 尚未成立               | 尚未成立                               |
| 6                | 隈本繁吉         | 1911年2月—1919年6月  |                                                                                  | 尚未成立            | 尚未成立            | 尚未成立               | 尚未成立                               |
| 7                | 太田秀穗         | 1919年6月—1922年6月  | 臺灣總督府國語學校→ 臺灣總督府臺北師範學校                                       | 尚未成立            | 尚未成立            | 尚未成立               | 尚未成立                               |
| 8                | 志保田鉎吉       | 1922年6月—1931年8月  | 臺灣總督府臺北師範學校→ 臺灣總督府臺北第一師範學校                               | 尚未成立            | 尚未成立            | 尚未成立               | 尚未成立                               |
| 9                | 濱武元次         | 1931年8月—1937年4月  |                                                                                  | 尚未成立            | 尚未成立            | 尚未成立               | 尚未成立                               |
| 10               | 大浦精一         | 1937年4月—1945年8月  | 臺灣總督府臺北第一師範學校→ 臺灣總督府臺北師範學校                               | 尚未成立            | 尚未成立            | 尚未成立               | 尚未成立                               |
| 中華民國時期     |                  |                      |                                                                                  | 尚未成立            | 尚未成立            | 尚未成立               | 尚未成立                               |
| 11               | 任培道           | 1945年11月—1953年8月 | 臺灣總督府臺北師範學校→ 臺灣省立臺北女子師範學校                                 | 尚未成立            | 尚未成立            | 尚未成立               | 尚未成立                               |
| 12               | 秦則賢           | 1953年9月—1955年8月  |                                                                                  | 尚未成立            | 尚未成立            | 尚未成立               | 尚未成立                               |
| 13               | 鄭昭懿           | 1955年8月—1964年7月  |                                                                                  | 尚未成立            | 尚未成立            | 尚未成立               | 尚未成立                               |
| 14               | 熊芷             | 1964年9月—1969年8月  | 臺灣省立臺北女子師範學校→ 臺灣省立臺北女子師範專科學校→ 臺北市立女子師範專科學校 | 尚未成立            | 尚未成立            | 尚未成立               | 尚未成立                               |
| 15               | 孫沛德           | 1969年8月—1984年6月  | 臺北市立女子師範專科學校→ 臺北市立師範專科學校                                   | 1                   | 林鴻坦              | 1968年10月—1977年2月   | 臺北市立體育專科學校首任校長           |
| 16               | 陳榮華           | 1984年6月—1986年7月  |                                                                                  | 2                   | 劉邵本              | 1977年2月—1985年10月   |                                        |
| 17               | 毛連塭           | 1986年7月—1994年2月  | 臺北市立師範專科學校→ 臺北市立師範學院                                           | 3                   | 蔡特龍              | 1985年10月—1994年3月   |                                        |
| 代理             | 蔡秋來           | 1994年2月—1995年3月  |                                                                                  | 4                   | 鄭虎                | 1994年5月—2002年8月    | 臺北市立體育專科學校→ 臺北市立體育學院 |
| 18               | 林永喜           | 1995年3月—1998年2月  |                                                                                  | 4                   | 鄭虎                | 1994年5月—2002年8月    | 臺北市立體育專科學校→ 臺北市立體育學院 |
| 19               | 吳清山           | 1999年2月—2002年5月  | 2002年2月—2002年5月為代理校長                                                    | 5                   | 楊忠和              | 2002年8月—2007年2月    | 遷校天母                               |
| 20               | 鄧國雄           | 2002年5月—2005年7月  | 2005年5月—2005年7月為代理校長                                                    | 代理                | 張明峰              | 2007年2月—2007年7月    |                                        |
| 代理             | 林公欽           | 2005年8月—2005年12月 | 臺北市立師範學院→ 臺北市立教育大學                                               | 代理                | 張明峰              | 2007年2月—2007年7月    |                                        |
| 21               | 劉源俊           | 2006年1月—2008年7月  |                                                                                  | 6                   | 陳坤檸              | 2007年7月—2011年8月    |                                        |
| 22               | 林天祐           | 2008年8月—2013年2月  | 2008年2月—2008年7月為代理校長                                                    | 7                   | 鄭芳梵              | 2011年8月—2013年8月    | 臺北市立體育學院→ 臺北市立大學         |
| 代理             | 劉春榮           | 2013年2月—2013年7月  | 臺北市立教育大學→ 臺北市立大學                                                   | 7                   | 鄭芳梵              | 2011年8月—2013年8月    | 臺北市立體育學院→ 臺北市立大學         |
| 臺北市立大學時期 |                  |                      |                                                                                  |                     |                     |                        |                                        |
| 任次             | 任次             | 姓名                 | 姓名                                                                             | 任職時間            | 任職時間            | 備註                   | 備註                                   |
| 1                | 1                | 戴遐齡               | 戴遐齡                                                                           | 2013年8月—2021年8月 | 2013年8月—2021年8月 | 臺北市立大學第一任校長 | 臺北市立大學第一任校長                 |
| 代理             | 代理             | 邱英浩               | 邱英浩                                                                           | 2021年8月—2022年6月 | 2021年8月—2022年6月 |                        |                                        |
| 代理             | 代理             | 鄭玉卿               | 鄭玉卿                                                                           | 2022年6月—2022年8月 | 2022年6月—2022年8月 |                        |                                        |
| 2                | 2                | 邱英浩               | 邱英浩                                                                           | 2022年8月—          | 2022年8月—          | 臺北市立大學第二任校長 | 臺北市立大學第二任校長                 |

## 學術表現與排名
- 2024年《QS世界大學排名》亞洲排名601-650名，全臺灣大學排名第37位。[5]

## 組織

### 行政單位
| 行政單位 | 國際事務處 （國際長：劉光夏)            | 教務處 （教務長：許耿銘）         |
| 行政單位 | 學生事務處 （學務長：王耀俊）           | 總務處 （總務長：李昱叡）         |
| 行政單位 | 研究發展處 （研發長：陳永盛）           | 進修推廣處 （處長：張智鈞）       |
| 行政單位 | 秘書室 （主任秘書：郭晉銓）             | 人事室 （主任：姚佩芬）           |
| 行政單位 | 會計室 （主任：林榮亮）                 | 體育處 （主任：羅仁駿）           |
| 行政單位 | 圖書館 （館長：陳暉淵）                 | 計算機與網路中心 （主任：郭建良） |
| 行政單位 | 師資培育及職涯發展中心 （主任：李權培） | 教學發展中心 （主任：莊旻達）     |
| 行政單位 | 通識教育中心 （主任：陳姿伶）           |                                   |
| 行政單位 | 公關中心 （主任：劉育芸）               |                                   |

### 教學單位
教育學院、人文藝術學院、理學院位於博愛校區。體育學院、市政管理學院位於天母校區。
| 理學院（博愛校區） | 體育學系（含碩士班）                             | 資訊科學系（含碩士班）     |
| 理學院（博愛校區） | 應用物理暨化學系（含碩士班）                     | 數學系（含數學教育碩士班） |
| 理學院（博愛校區） | 地球環境暨生物資源學系（含環境教育與資源碩士班） | 數位學習碩士學位學程       |
| 理學院（博愛校區） | 科學教育中心                                     |                            |

| 教育學院（博愛校區） | 教育學系（含碩、博士班）                 | 心理與諮商學系（含碩士班）         |
| 教育學院（博愛校區） | 幼兒教育學系（含碩士班）                 | 特殊教育學系（含碩士班）           |
| 教育學院（博愛校區） | 學習與媒材設計學系（含課程與教學碩士班） | 教育行政與評鑑研究所（碩、博士班） |
| 教育學院（博愛校區） | 特殊教育中心                             |                                    |

| 人文藝術學院（博愛校區） | 中國語文學系（含碩、博士班） | 社會暨公共事務學系（含公共事務學碩士班） |
| 人文藝術學院（博愛校區） | 歷史與地理學系（含碩士班）   | 音樂學系（含碩士班）                     |
| 人文藝術學院（博愛校區） | 視覺藝術學系（含碩士班）     | 英語教學系（含碩士班）                   |
| 人文藝術學院（博愛校區） | 舞蹈學系（含碩士班）         | 華語文教學碩士學位學程                   |
| 人文藝術學院（博愛校區） | 儒學中心                     | 藝文中心                                 |
| 人文藝術學院（博愛校區） | 華語文中心                   |                                          |

| 體育學院（天母校區） | 球類運動學系                 | 陸上運動學系                     |
| 體育學院（天母校區） | 休閒運動管理學系（含碩士班） | 運動健康科學系（含碩士班）       |
| 體育學院（天母校區） | 水上運動學系                 | 技擊運動學系                     |
| 體育學院（天母校區） | 運動藝術學系                 | 運動科學研究所                   |
| 體育學院（天母校區） | 運動器材科技研究所           | 運動教育研究所                   |
| 體育學院（天母校區） | 競技運動訓練研究所           | 身心障礙者轉銜及休閒教育學位學程 |

| 市政管理學院（天母校區） | 城市發展學系（含碩士班）           | 衛生福利學系（含碩士班） |
| 市政管理學院（天母校區） | 都會產業經營與行銷學系（含碩士班） |                          |

### 教師編制[6]
- 校長（1人，聘任）
  - 副校長（2人，聘兼）（教授兼任）
  - 教務長（1人，聘兼）（教授兼任）
  - 學生事務長（1人，聘兼）（教授兼任）
  - 總務長（1人，聘兼）（副教授以上教師兼任）
  - 研發長（1人，聘兼）（教授兼任）
  - 國際事務長（1人，聘兼）（教授兼任）
  - 處長（1人，聘兼）（進修推廣處，副教授以上教師兼任）
  - 館長（1人，聘兼）（圖書館，副教授以上教師兼任）
  - 體育長（1人，聘兼）（體育處，教授兼任）
  - 院長（5人，聘兼）（教授兼任）
    - 主任秘書（1人，聘兼）（副教授以上教師兼任）
    - 中心主任（4人，聘兼）（副教授以上教師兼任）
    - 系（所）主任（所長）（32人，聘兼）
    - 組長（24人，聘兼）（由副教授以上教師兼任，生輔組組長由中校或上校軍訓教官兼任）
    - 主任（1人，聘兼）（軍訓室，由職級相當之軍訓教官兼任）
    - 主任（3人，聘兼）
    - 教師（349人，聘任）
    - 專業技術人員（6人，聘任）
    - 專任運動教練（2人，聘任）
    - 助教（50人，聘任）
    - 軍訓教官（15人，派任）
    - 護理教師（1人，派任）

### 職員編制[7]
- 秘書（3人，薦任第八職等至第九職等）（內1人得列簡任第十職等）
  - 組長（14人，薦任第八職等至第九職等）
  - 技正（1人，薦任第八職等至第九職等）
  - 輔導員（4人，薦任第七職等至第九職等）
  - 編審（4人，薦任第七職等至第九職等）
  - 護理師（3人，師(三)級）
  - 營養師（1人，師(三)級）
  - 諮商心理師（2人，師(三)級）
  - 技士（4人，委任第五職等或薦任第六職等至第七職等）
  - 組員（45人，委任第五職等或薦任第六職等至第七職等）
    - 技佐（2人，委任第四職等至第五職等）（內1人得列薦任第六職等）
    - 助理員（7人，委任第四職等至第五職等）（內4人得列薦任第六職等）
    - 辦事員（9人，委任第三職等至第五職等）
    - 書記（5人，委任第一職等至第三職等）

#### 會計室
- 主任（1人，薦任第九職等至簡任第十職等）
  - 專員（1人，薦任第七職等至第八職等）
  - 組員（6人，委任第五職等或薦任第六職等至第七職等）
    - 佐理員（1人，委任第四職等至第五職等）
    - 辦事員（1人，委任第三職等至第五職等）

#### 人事室
- 主任（1人，薦任第九職等至簡任第十職等）
  - 專員（1人，薦任第七職等至第八職等）
  - 組員（4人，委任第五職等或薦任第六職等至第七職等）
    - 助理員（1人，委任第四職等至第五職等）（得列薦任第六職等）

## 校園

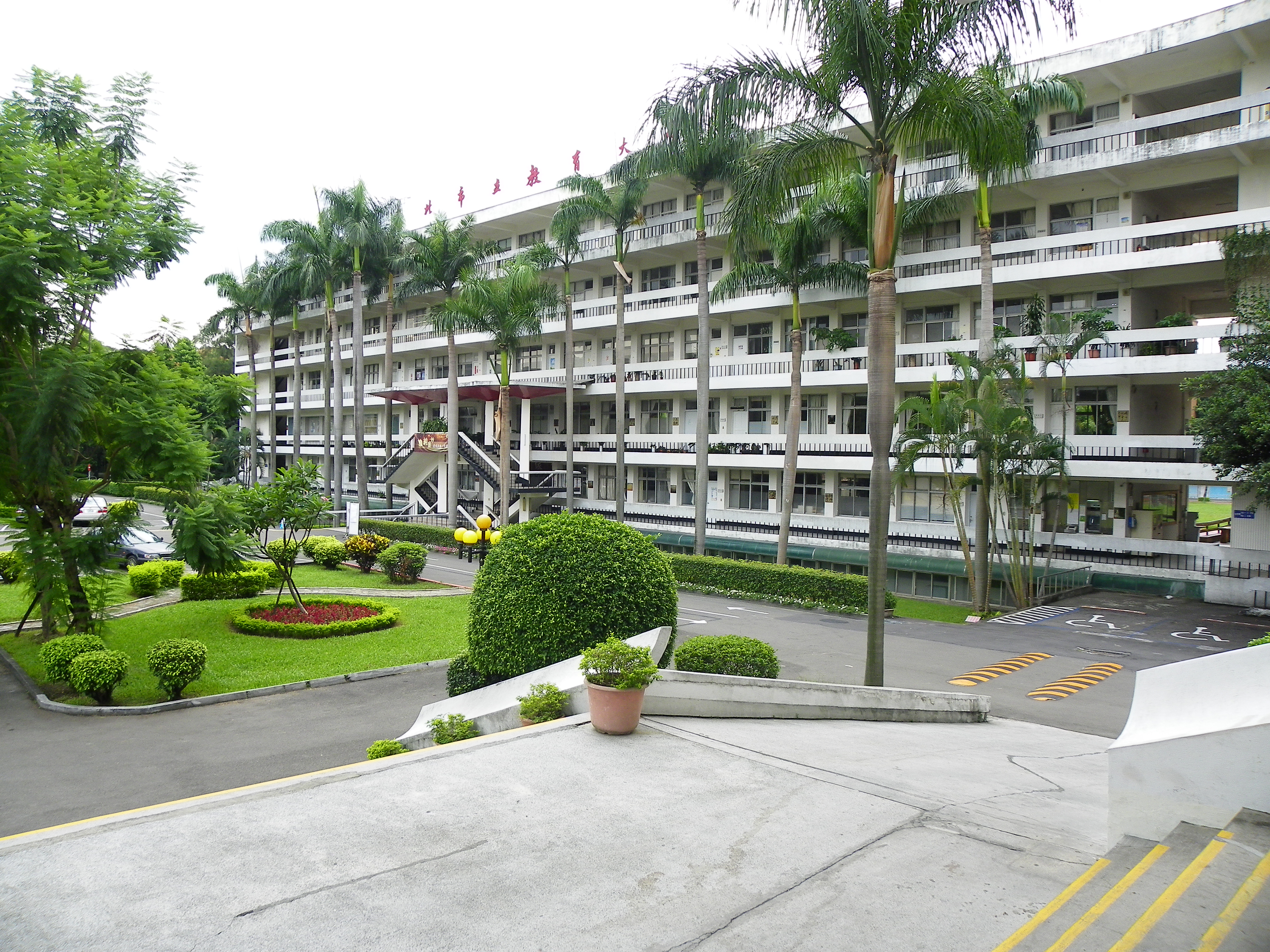
行政大樓
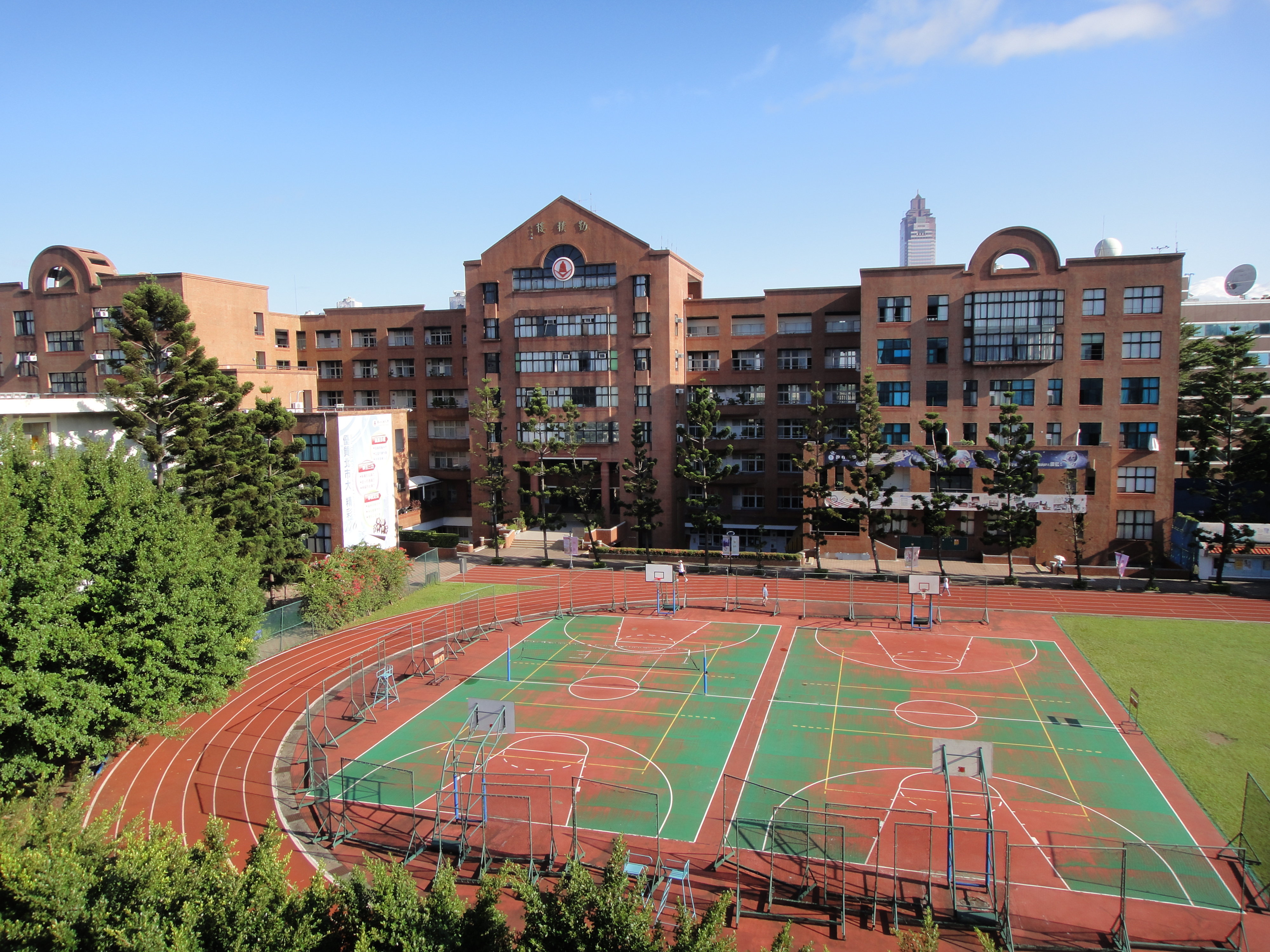
勤樸樓建於民國80年，主要由人文藝術學院與教育學院使用
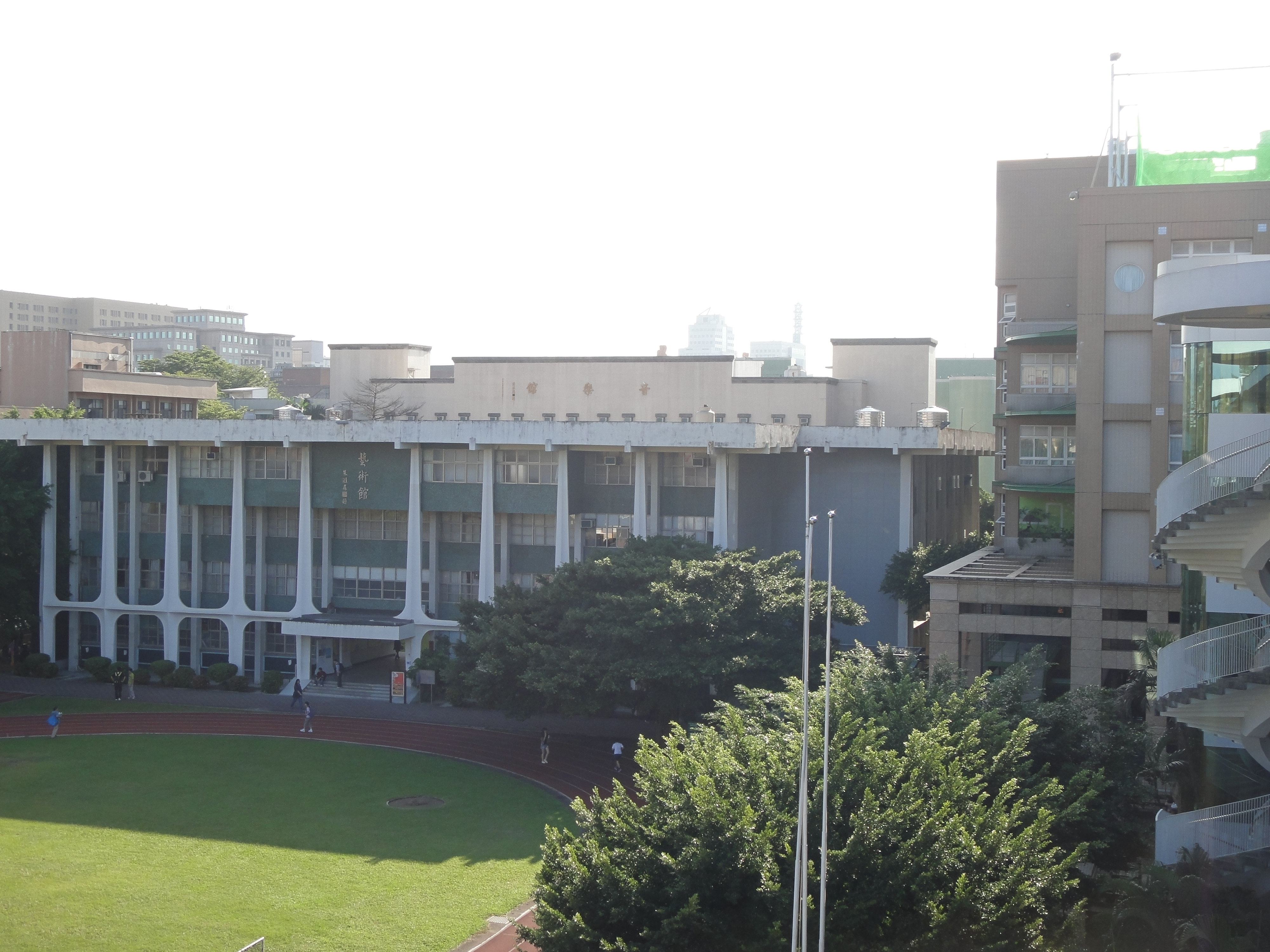
藝術館主要由視藝系、音樂系使用；公誠樓建於民國93年，主要由體育系、資科系、心諮系使用
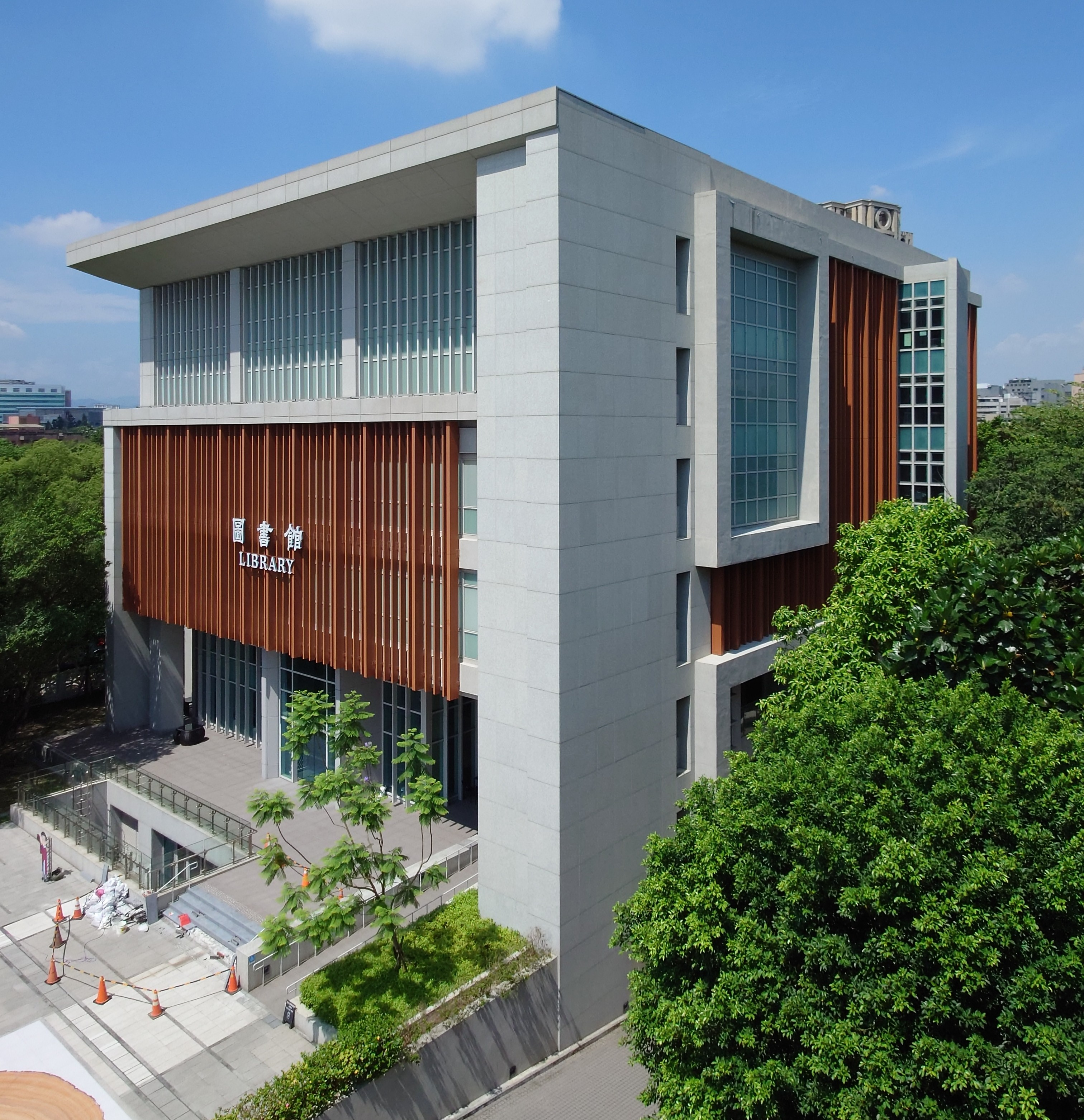
博愛校區圖書館

### 象徵
- 菩提樹：位於該校行政大樓一角之大菩提樹，為該校日治時代創校初期即在，樹齡超過百年，目前已列入臺北市政府列管保護樹木，是該校精神信仰之一。該樹為夫妻樹，但在2009年2月及2009年7月相繼因褐根病遭到伐除，但校方單位仍在原處保留半截樹身以做紀念。
- 創立三十（六）周年碑：位於菩提樹旁，創立三十年部份計算為自日治時期大正14年（西元1925年）起算，但於民國40年（西元1951年）被塗改成創立六週年，目前塗改痕跡仍完整保留。
- 建國做人碑：位於行政大樓前草地。
- 國師院百年紀念碑：位於圖書館旁，1995年由畢業校友捐贈，代表該校歷經國語學堂、師專、師範學院三個階段百年來的變化，基石為台北城城牆石，是現在僅存的清朝台北城城牆石。
- 大榕樹：位於該校正門警衛室旁兩棵大榕樹，是該校自日治時代創校初期即有，至今樹齡已超過百年。
- 校歌鐘聲：該校自前任校長劉源俊上任開始，使用校歌旋律做為該校鐘聲，成為該校一大特色。

## 校歌
臺北市立大學校歌由何永清作詞、江佳穎作曲。

## 爭議事件
- 2018年臺北市立大學遭到反教育商品化聯盟指出宿舍供給率嚴重不足，校長戴遐齡因而提出在天母棒球場看台下方興建學生宿舍。台北市議員阮昭雄表示：「若舉辦棒球賽事，學生們怎麼在學生宿舍休息[8]？」
- 2019年7月底，臺北市立大學校長戴遐齡遭爆為了爭取中華民國大專院校體育總會會長，聯合校內高層喬人事、護航曾被踢爆論文抄襲嚴重的大專體總祕書長曾慶裕，一直希望聘他當北市大教授。北市大高層不但坦承「校長要這個人」、也直言戴有意借重曾慶裕的人脈，可以幫戴布局大專體總會長改選。大專體總是國內最重要的體育法人團體，肩負每屆世界大學運動會的參賽規劃，手握豐沛的體育資源，除政府每年有數千萬到近億元的經費補助外，來自商業界的贊助更是不計其數，因此會長職務一直是體育界大咖的必爭之職[9][10]。

## 學生自治組織
- 學生會
- 學生議會
- 畢聯會
- 研究生學會

## 學生社團
| 綜合性社團（博愛校區） - 教育學系學會 - 社會暨公共事務學系學會 - 地球環境暨生物資源學系學會 - 特殊教育學系系學會 - 體育學系學會 - 英語教學系學會 - 歷史與地理學系學會 - 心理與諮商學系學會 - 資訊科學系學會 - 學習與媒材設計學系學會 - 中國語文學系學會 綜合性社團（天母校區） - 球類運動學系學會 - 陸上運動學系學會 - 水上運動學系學會 - 技擊運動學系學會 - 休閒運動管理學系學會 - 運動健康科學系學會 - 舞蹈學系學會 - 運動藝術學系學會 - 城市發展學系學會 - 都會產業經營與行銷學系學會 - 衛生福利學系學會 | 學藝性社團（博愛校區） - 辯論社 - 中智佛學社 - 黎瑪社 - 創藝社 - 禪學社 - 書韻書法社 - 信望愛社 - 光影社 - 異國文化研究社 - 西畫社 - 福智青年社 - 區塊鏈研究社 學藝性社團（天母校區） - 運動防護社 - 詩歌真理社 - 愛與真實學生團契 服務性社團（博愛校區） - 新心服务社 - 北市大陆生联谊社 - 爱流浪爱动物社 - 亲善大使社 - 崇德社 - 春晖社 - 生命教育服务社 - 慈青社 - 鸣铎教育服务团 | 服務性社團（天母校區） - 北体志工家族 - 春晖社 - 臺北市立大學傑青社 - 运动休闲推广社 康樂性社團（博愛校區） - 熱門舞蹈社 - 舞蹈社 - 國標舞社 - 熱門音樂社 - 管樂社 （页面存档备份，存于） - 吉他社 - 古箏社 - 絲竹樂韻國樂社 - 圍棋社 - ACGN研究社 - 烏克麗麗社 - 氣球藝術社 - 猶他勃根地桌遊社 康樂性社團（天母校區） - 北体PA社 - 技艺辉煌社 - 国际标准舞社 - 街舞社 - 围棋社 - 文化艺术社 - UTDSPA - MODELING - 熱音H2O - 嘻哈研究社 | 體育性社團（博愛校區） - 跆拳道社 - 桌球社 - 民俗体育社 - 羽球社 - 排球社 - 田径社 - 女篮社 - 撞球社 - 武逸社 - 篮友社 - 巧固球社 - 周凌健美社 體育性社團（天母校區） - 法式滚球社 - 篮球社 - 铁人三项社 - 木球社 - 龙狮战鼓社 - 女子篮球社 - 棒球社 - 有氧竞技社 - 排球社 - 壁球社 - 拳击社 - 轻艇社 - 羽球社 - 桌球社 - 柔道社 - 国术搏击社 |

## 外部連結
- 臺北市立大學 （页面存档备份，存于）（繁體中文）（英文）
- 臺北市立大學附設實驗國民小學 （页面存档备份，存于）（繁體中文）（英文）
- 臺灣大專院校整併